# NDR Info
NDR Info ist ein vom Norddeutschen Rundfunk produziertes Hörfunkprogramm, das in den deutschen Bundesländern Hamburg, Schleswig-Holstein, Mecklenburg-Vorpommern, Niedersachsen und Bremen über UKW und seit 22. November 2011 via DAB+ ausgestrahlt wird. Außerdem ist das Programm europaweit per Satellit (Astra) und weltweit als Internet-Livestream zu empfangen. Das Programm wird aus dem NDR-Nachrichtenhaus in Hamburg-Lokstedt gesendet. Programmchef ist seit Anfang 2020 Adrian Feuerbacher als Nachfolger von Claudia Spiewak.

Logo bis 2019

## Geschichte
Am 1. April 1989 startete NDR Info unter dem Namen NDR 4 als wortorientiertes Informations- und Kulturprogramm. Von 1998 bis 2004 wurde NDR 4 (ab dem 2. Juni 1998 unter dem Namen NDR 4 Info, seit 2002 unter dem Namen NDR Info) sukzessiv zum heutigen Informationsprogramm umgebaut. Im Oktober 2021 zogen Redaktion und Produktion des Programms vom Funkhaus an der Rothenbaumchaussee zum zweiten Hamburger NDR-Standort nach Lokstedt.

## Das Infoprogramm

### Stundenschema
NDR Info sendet montags bis freitags von 6:00 Uhr bis 19:50 Uhr und sonnabends von 6:00 bis 18:00 Uhr ein kompaktes Informationsprogramm, dessen Programmrubriken im Rahmen einer festen „Stundenuhr“ rotieren. Zur vollen und zur halben Stunde gibt es O-Ton-Nachrichten. Jeweils um 15 Minuten nach und vor der vollen Stunde gibt es Nachrichten ohne O-Töne und Korrespondenteneinspielungen. Alle vier stündlichen Nachrichten werden um Wetter- und Verkehrsinformationen ergänzt. In den Zwischenzeiten werden die Tagesereignisse journalistisch in Berichten, Analysen, Kommentaren und Glossen aufgearbeitet. Teils sind diese selbst produziert, teils stammen sie aus dem ARD-Korrespondenten- und Autoren-Pool. Außerdem gibt es feste Themenrubriken: Norddeutschland Kompakt mit Nachrichten und Kurzreportagen aus dem Sendegebiet immer um 10 nach. Die Sportnachrichten werden um 5 vor halb gesendet, neues aus der Wirtschaft immer um 20 vor und Kultur, also Berichte über Film, Theater, Musik und Literatur um 5 vor. Kulturtipps werden um 9:57 Uhr und 11:57 Uhr, sowie um 15:57 Uhr und 17:57 Uhr gesendet, hier wird auf aktuelle Veranstaltungen im Sendegebiet hingewiesen.

### Ehemalige Koproduktionen mit dem WDR
Gemeinsam mit dem WDR produzierte der NDR bis Ende 2020 täglich drei aktuelle Informationssendungen, welche gleichzeitig auf NDR Info und auf WDR 5 ausgestrahlt wurden. Die Federführung wechselte dabei im Wochentakt zwischen beiden Anstalten, d. h. in den Wochen, in denen der NDR das Mittagsecho produzierte, war der WDR für das Echo des Tages und die Berichte von heute verantwortlich, und umgekehrt. Für die beiden Echo-Sendungen setzte NDR Info dabei seine Stundenuhr aus. Nach Beendigung der Kooperation führte NDR Info die neue Sendung Themen des Tages ein, diese wird um 17:05 und um 18:35 gesendet. Das Mittagsecho und das Echo des Tages werden, in veränderter Form, von WDR 5 weitergeführt.

#### Mittagsecho
Das Mittagsecho lief täglich (Mo–So) von 13:05 bis 14:00 auf NDR Info und WDR 5; es wurde dabei von 13:30 bis 13:35 Uhr von Nachrichten unterbrochen. An Sonntagen und bundesweiten Feiertagen endete das Mittagsecho bereits um 13:30.

#### Echo der Welt
Im Rahmen des Mittagsechos lief sonntags von 13:30 bis 14:00 das Auslandsmagazin Echo der Welt, lange Zeit ebenfalls ausgestrahlt auf beiden Wellen.

#### Echo des Tages
Täglich von 18:30 bis 19:00 Uhr wurde das Echo des Tages ausgestrahlt.

#### Berichte von heute
Um 23:30 wurde das halbstündige Nachrichtenmagazin Berichte von heute ausgestrahlt. Im Gegensatz zu den beiden anderen Gemeinschaftssendungen wurden die Berichte von heute nur von Montag bis Freitag, dafür aber zusätzlich zu NDR Info und WDR 5 auch auf WDR 2 und auf den NDR-Landesprogrammen gesendet. Bis zum 3. Januar 2014 wurde die Sendung zudem im Nordwestradio übernommen.

## Abend-/Wochenendprogramm
An Sonn- und Feiertagen sowie wochentags in den Abendstunden wird die Tradition des einstigen Wort- und Einschaltprogramms NDR 4 fortgeführt.

### Wortprogramme am Abend
Montags bis sonntags wird um 20:00 Uhr bis 20:15 Uhr die Tagesschau übernommen. Montags bis donnerstags wird ab 20:30 Uhr in der Sendung „Forum“ ein aktuelles Thema in ausführlichem Stil abgehandelt, manchmal wird auch ein Interview oder eine Reportage mit Zeitbezug ausgestrahlt. Freitags, zum Vorabend des Sabbat, wird anstatt des „Forums“ ein Magazin zu jüdischen Themen („Schabat Schalom“) gesendet.
Im Anschluss an die 21:00 Uhr-Nachrichten finden dienstags bis donnerstags einstündige Gesprächssendungen sowohl zu zeitbezogenen als auch zu den modernen Lebensalltag betreffenden Themen statt. Montag wird an dieser Stelle das Satiremagazin „Intensiv-Station“, sonnabends und sonntags ein Hörspiel gesendet.
Bis Ende 2020 wurde täglich um 19:50 Uhr ein Kurzhörspiel für Kinder ausgestrahlt, „Ohrenbär – Radiogeschichten für kleine Leute“, dieses ist nunmehr bei NDR Info Spezial zu hören. Ebenfalls bis 2020 wurde nach der Tagesschau das Kurzfeature „ZeitZeichen“ gesendet, das einen aktuellen Jahrestag zum Anlass der Thematisierung nimmt. Dieses wird vom WDR weitergeführt.

### ARD-Infonacht
Seit dem 30. Dezember 2020 wird als Nachfolge der Berichte von heute täglich von 22 Uhr bis 6 Uhr die ARD-Infonacht aus dem Norden gesendet. Sie umfasst zur vollen und zur halben Stunde Nachrichten.

### Mitreden! Deutschland diskutiert
Seit dem 29. April 2024 wird als Nachfolge der Redezeit und der Intensiv-Station die Debattensendung Mitreden! Deutschland diskutiert gesendet. Diese wird im wöchentlichen Wechsel von BR24, NDR Info und rbb24 Inforadio und ab Herbst 2024 auch von MDR Aktuell produziert und wird montags und donnerstags von 20:15 Uhr bis 22:00 Uhr übertragen. Sie umfasst in der vollen und in der halben Stunde Nachrichten.

### Das Wortprogramm an Sonn- und Feiertagen
Sonntags wird von 6:00 Uhr bis 20:15 Uhr ein Wortprogramm mit 30- bis 60-minütigen Themensendungen ausgestrahlt, die zum Teil extra für das Sonntagsprogramm produziert wurden, zum Teil aber auch Wiederholungen aus dem wöchentlichen Wortprogramm am Abend darstellen. In diesem Rahmen werden als Verkündigungsendungen vormittags christliche Gottesdienste live übertragen; am frühen Morgen haben Religionsgemeinschaften unterschiedlichster Provenienz die Möglichkeit, sich selbst darzustellen. Das sonntägliche Wortprogramm bietet unter anderem auch Raum für längere Features und Reportagen. Freitags von 21.05 Uhr bis 22.00 Uhr sowie sonntags von 16.05 bis 17.00 Uhr findet der Talk statt. Die Sendung wird von dem musikalischen Thema "Adagietto" von Francis Goya abgeschlossen.

### Musiksendungen
In den übrigen Zeiten sendet NDR Info U-Musik-Programme, die Musikprogramme aus verschiedensten Richtungen jenseits der Programmation von am Massengeschmack orientierten Wellen des NDR und privater Veranstalter produzierten Tagesbegleitprogrammen bereithält, die teilweise thematisch fokussiert und von Musikredakteuren konzipiert und moderiert werden.
Bis zum 29. Dezember 2020 wurde ab 22:00 Uhr täglich eine Jazz-Sendung ausgestrahlt (samstags auch zwischen 20:15 Uhr und 21:00 Uhr), zwischen 23:00 Uhr und 2:00 Uhr der „Nachtclub“ (sonntags auch zwischen 20:15 Uhr und 21:00 Uhr, montags bis freitags unterbrochen durch die „Berichte von heute“) und danach bis 6:00 Uhr die unmoderierte „Night-Lounge“. Zu den regelmäßigen Mitarbeitern des Nachtclubs gehörten seit 2002 der Musikjournalist Ruben Jonas Schnell, der 2008 den Internetradiosender Byte FM gründete.
Seit dem 30. Dezember 2020 werden diese Sendungen auf NDR Kultur, N-Joy und NDR Blue ausgestrahlt.

### Die Nachrichten außerhalb der „Stundenuhr“
NDR Info sendet außerhalb der Sendezeiten des sogenannten Infoprogramms zu jeder vollen Stunde die Zentralnachrichten des NDR. Der Wellenname „NDR Info“ hat also auch zu den Zeiten des Musikprogramms insofern eine Berechtigung, als der Hörer sicher sein kann, zu jeder Stunde Nachrichten hören zu können, und zwar unabhängig von der Tageszeit oder dem Wochentag.

## Komplementarität zu anderen NDR-Wellen
NDR Info kann für Freunde des Worthörfunks durch Kombination mit Wortprogrammen anderer NDR-Wellen erweitert werden. Die Welle NDR Kultur bietet zum vorläufigen Ende des Wortprogramms von NDR Info um 22:00 Uhr eine tägliche Literaturlesung; außerdem gibt es morgendlich eine Literaturlesung von NDR Kultur, die ab 08:30 Uhr halbstündig ausgestrahlt wird. Des Weiteren sendet NDR Kultur werktäglich ein 30-minütiges Kulturmagazin ab 19:00 Uhr. Mittwochs bietet NDR Kultur darüber hinaus ein Hörspiel. Wortorientierte Kenner der NDR-Programme können also durch Umschalten fast durchgehend ein abwechslungsreiches Wortprogramm aufnehmen. Ergänzend zu dem Informationsprogramm der „Stundenuhr“ bieten die Landeswellen von NDR 1 täglich zu mehreren Zeiten vertiefende, länger dauernde Nachrichtenmagazine mit regionalem Schwerpunkt, die der mit dem NDR vertraute Hörer ebenfalls als Ergänzung zu NDR Info durch Umschalten für sich nutzbar machen kann.

## Programmvarianten
NDR Info wird in drei verschiedenen Versionen ausgestrahlt.

### Das eigentliche NDR Info
Die Hauptversion von NDR Info wird über die UKW-Sender in Niedersachsen, Hamburg, Schleswig-Holstein und Mecklenburg-Vorpommern ausgestrahlt, sowie über DAB+, DVB und Internet-Livestream.
Ab Oktober 2012 wurde das Programm montags bis sonnabends jeweils in der Zeit von 6 bis 9 Uhr sowie von 16 bis 18 Uhr, nach den Nachrichten zur vollen und halben Stunde auseinandergeschaltet, um das Wetter für Niedersachsen, Hamburg, Schleswig-Holstein und Mecklenburg-Vorpommern speziell für jedes Bundesland zu senden. Diese Wetter-Regionalisierung wurde Ende 2020 eingestellt.
Rein technisch existieren die regionalen Varianten weiterhin; über Satellit, DVB-C und NDR Info Spezial wird die Variante für die Region Niedersachsen ausgestrahlt.

### NDR Info Spezial

NDR Info Spezial

NDR Info Spezial ist die Spezialvariante von NDR Info. Es werden zusätzlich zum Hauptprogramm Seewetterberichte, Live-Übertragungen wichtiger Parlamentsdebatten und Sportveranstaltungen, die ARD-Infonacht sowie zwischen 16 Uhr und 22 Uhr das Programm von Cosmo ausgestrahlt.
Auf den UKW-Sendern von NDR Info in Mecklenburg-Vorpommern wurde vor der Abschaltung der Mittelwellensender am 13. Januar 2015 täglich der mitternächtliche Seewetterbericht von NDR Info spezial übernommen. Dies hatte den Hintergrund, dass an großen Teilen der mecklenburg-vorpommerschen Küste kein NDR-Mittelwellensender in ausreichender Qualität empfangen werden konnte.

### NDR Info / Radio Bremen Parlamentsradio
Im Land Bremen, das offiziell nicht zum NDR-Sendegebiet gehört, wird NDR Info/Radio Bremen Parlamentsradio ausgestrahlt. Hierbei handelt es sich um NDR Info als Programmrahmen (Hauptprogramm), welches von Radio Bremen Parlamentsradio – das Bremer Parlamentsradioprogramm – als Programmfenster unterbrochen wird. Auf Radio Bremen Parlamentsradio werden die Tagungen der Bremer Bürgerschaft live übertragen. Die Parlamentsübertragungen tragen den Namen Radio Bremen Parlamentsradio, weil es sich um ein Angebot von Radio Bremen handelt. Wenn dort gerade nicht getagt wird, übernimmt der Sender das Programm von NDR Info. Der Sender wird mit der RDS-Kennung "Bremen 5/NDR Info" auf den Frequenzen 95,0 MHz in Bremen und 98,3 MHz in Bremerhaven ausgestrahlt. Über den DAB+ Kanal 6D läuft derzeit nur NDR Info ohne das Bremer Parlamentsradio.

## Auszeichnungen
2009 erhielt das Reporterteam den Leuchtturm-Preis der Journalistenvereinigung Netzwerk Recherche. Damit wurden die herausragenden, kontinuierlichen Rechercheleistungen der Journalisten gewürdigt, u. a. die Aufdeckung desaströser Milliarden-Transaktionen bei der HSH-Nordbank und Berichte über das Auftauchen von Bundeswehrpistolen auf Schwarzmärkten in Afghanistan. 2013 wurde die Investigativ-Abteilungen von NDR Info, NDR Fernsehen und Süddeutscher Zeitung für ihre Recherchen zu „Offshore-Leaks“ und zum „Geheimem Krieg“ vom Medium Magazin zur „Redaktion des Jahres“ gewählt. 2016 wurde NDR Info in der Kategorie „Bestes Nachrichten- und Informationsformat“ mit dem Deutschen Radiopreis für seine Recherchen im Projekt „Panama Papers“ ausgezeichnet. An dem internationalen Rechercheprojekt waren drei Reporter des Senders beteiligt.